# Scytalopus krabbei
El churrín aliblanco o tapaculo aliblanco (Scytalopus krabbei) es una especie de ave paseriforme de la familia Rhinocryptidae perteneciente al numeroso género Scytalopus. Es endémico de los Andes del centro norte de Perú y fue descrito para la ciencia en el año 2020.

## Distribución y hábitat
La nueva especie es conocida en cinco localidades en tres áreas ampliamente separadas en los Andes centrales del centro norte de Perú: en la cordillera Colán en Amazonas; en la localidad tipo en el Cerro Patricia, en el norte de San Martín cerca del límite con Amazonas; y en el centro de Huánuco en el Bosque Unchog, y entre Zapatagocha y Huaylaspampa. Ha sido registrado en altitudes entre 2775 y 3500 m, pero principalmente entre los 2900 y 3100 m.  A pesar de que posiblemente esté localmente ausente, es probable que la especie ocurra en cualquier lugar a lo largo de la pendiente oriental húmeda de los Andes al norte del río Huallaga, esta remota región es relativamente poco explorada y la presente especie ha sido largamente confundida con Scytalopus altirostris.
Ha sido registrada en bosques arbustivos húmedos y selvas de alta montaña. En los lugares en que co-habita con Scytalopus acutirostris, S. krabbei parece estar más relacionado con la línea máxima de vegetación arbustiva, donde también ocurre en los pastizales herbáceos abiertos, mientras S. acutirostris se encuentra también en el profundo sotobosque de bosques enanos.

## Estado de conservación
El churrín aliblanco es común en su hábitat adecuado en el Bosque de Protección Alto Mayo (1820 km²) y en el Santuario Nacional Cordillera de Colán (392 km²). Posiblemente sea menos común o solamente local más hacia el sur. Los autores sugieren que la especie sea considerada preocupación menor por la Unión Internacional para la Conservación de la Naturaleza (UICN).

## Sistemática

### Descripción original
La especie S. krabbei fue descrita por primera vez por los ornitólogos Thomas S. Schulenberg, Daniel F. Lane, Andrew J. Spencer, Fernando Angulo y Carlos Daniel Cadena en 2020 bajo el mismo nombre científico; la localidad tipo es «pendiente oriental del Cerro Patricia, ~22 km este noreste  de Florida, Camp Buena Vista Social Club, Bosque de Protección Alto Mayo, 5.723°S, 77.754°W, elevación 2975 m., frontera entre San Martín/Amazonas, Perú». El holotipo, LSUMZ 174041, un macho adulto, fue colectado por Daniel F. Lane el 29 de junio de 2002 y se encuentra depositado en el Museo de Zoología de la Louisiana State University.

### Etimología
El nombre genérico masculino «Scytalopus» deriva del griego «skutalē, skutalon»: bastón, palo, garrote, y «pous, podos»: pies; significando «con los pies como  garrotes»; y el nombre de la especie «krabbei», conmemora al ornitólogo danés Niels Krabbe.

### Taxonomía
La presente especie fue descrita para la ciencia en conjunto con Scytalopus frankeae y S. whitneyi, todas en el amplio estudio de Krabbe et al. (2020), y fue reconocida como especie válida mediante la aprobación de la Propuesta No 852 al Comité de Clasificación de Sudamérica (SACC) en abril de 2020.